# Foton Motor
Фотон мотор, званично Beiqi Foton Motor Co., Ltd, кинески је произвођач камиона, аутобуса, теренских аутомобила и пољопривредне машинерије. Седиште компаније се налази у дистрикту Чангпинг, главног града Пекинга и део је BAIC групе, државног предузећа из области аутомобилске индустрије.
BAIC група је 2015. године укупно произвела 1.169.894 возила, а од тог броја Фотон мотор је произвео 486.958 јединица.
Компанија је основана августа 1996. године, а производњу базира на лака и тешка теретна возила, пољопривредне тракторе и разне друге машине. Поред тешких камиона, Фотон мотор производи и копију Тојотиног комбија Hiace H100, званог Foton View или Foton Alpha.
Са фирмом Cummins Inc. од 2006. године поседује заједничко предузеће за производњу дизел мотора, а са Дајмлером је 2009. године постигнут договор о заједничком предузећу за производњу средњих и тешких камиона. Стварању тог предузећа кинеска влада је одобрила јула 2010. године. У сарадњи са немачким Дајмлером, производи камионе под заједничком фирмом која се зове Beijing Foton Daimler Automobile Co., Ltd. и продају их под именом ауман.
Компанија је своје пословање проширила у Русији, Индији и Јужној Америци, отварањем нових погона или кроз седишта за одређени регион. Марта 2014, Фотон мотор је откупио права на немачки угашени бренд Боргвард. Тако је први пут након 54 године, захваљујућу кинеском капиталу, представљен нови модел Боргвард BX7 на салону аутомобила у Франкфурту. Ово теренско возило прво је кренуло са продајом у Кини.